# Дом Дворцового ведомства в Денежном переулке
Дом Дворцо́вого ве́домства в Де́нежном переу́лке — памятник архитектуры, расположенный в городе Москве. Охраняется как объект культурного наследия народов России федерального значения.

## История
Здание возведено в конце XVIII века во владении полковника А. Ф. Ладыженского. Следующим владельцем архитектурного сооружения стала Московская дворцовая контора, которая приобрела дом в 1835 году. Тогда же в здании появились первые квартиры служащих конторы. В разное время в доме Дворцового ведомства проживали довольно известные личности, среди них — архитектор, преподаватель и коллекционер живописи Евграф Дмитриевич Тюрин, археолог, историк, член-корреспондент Императорской Академии наук по разряду историко-политических наук (1884), инициатор создания и товарищ председателя Императорского Российского Исторического музея имени Императора Александра III и тайный советник Иван Егорович Забелин, а также историк, профессор Московского университета (с 1848), ректор Московского университета (1871—1877), ординарный академик Императорской Санкт-Петербургской Академии наук по отделению русского языка и словесности (1872), тайный советник Сергей Михайлович Соловьёв, Михаил Андреевич Величкин, экзекутор Оружейной палаты и активный участник составления десяти томов «Описи Московской Оружейной Палаты» (наряду с И.Е. Забелиным, тогда начинающим сотрудником Оружейной палаты, князем Сергеем Яковлевичем Грузинским, П.М. Евреиновым и другими).
В наши дни в здании располагались Международный художественный фонд, полиграфическая компания «Квадрат-XXI век», Росмедпром, часовая мастерская и другие коммерческие организации.
Дом является объектом культурного наследия федерального значения.
В 2024 году здание реставрируют с целью создать Музей российского казачества, который станет частью комплекса Исторического музея.

## Архитектура
Дом Дворцового ведомства в Денежном переулке является памятником классицизма начала XIX века и представляет собой угловое здание с протяжёнными фасадами и интересным декоративным оформлением.